# Csempeszkopács
Czempeszkopács is een plaats in Hongarije en ligt op 17 km ten zuidoosten van Szombathely aan weg 87.
Het oude dorpskerkje van Czemeskopács is in romaanse stijl gebouwd. Het eenvoudige interieur met de zware muren en pijlers is in de 18e eeuw in een volksversie van de barokstijl beschilderd.